# Talgo Luís de Camões
O Talgo Luís de Camões, também chamado de Talgo III Luís de Camões, foi um serviço ferroviário entre as cidades de Madrid, em Espanha, e Lisboa, em Portugal, que funcionou entre 1989 e 1995.

## Descrição
Este serviço ligava as capitais ibéricas de Lisboa e Madrid, em comboios realizados de dia, complementando o serviço Lusitânia Expresso, que fazia este percurso durante a noite. A composição normalmente utilizada era a Talgo III, formada por uma locomotiva das séries 352 ou 353 da operadora espanhola Red Nacional de Ferrocarriles Españoles, e oito carruagens. Em Espanha, os comboios circulavam pela linha de Madrid a Cáceres. Em Valência de Alcântara, era feita a troca de maquinistas, entre a companhia dos Caminhos de Ferro Portugueses, e a sua congénere espanhola. Os comboios deste serviço cruzavam-se normalmente em Cáceres.

## História
O Talgo Luís de Camões teve a sua viagem inaugural em 28 de Maio de 1989, tendo sido criado para substituir o serviço TER Lisboa Expresso. Na Primavera de 1993, este comboio circulou, entre Madrid e Cáceres, em conjunto com o serviço Extremadura Talgo, que ligava Madrid a Badajoz. Em 1995 foi substituído, junto com o Lusitânia Expresso, pelo Lusitânia Comboio Hotel.